# 阊门历史文化街区
阊门历史文化街区是入选江苏省历史文化街区名单的苏州市城区的5个历史文化街区之一，位于苏州市姑苏区。
阊门街区位于明清时期阊门内，以西中市为主轴线，在庚申之劫以前，曾为苏州最繁华的货物集散和商业中心，民国年间西中市仍为金融商业区。
阊门历史文化街区的规划范围东起阊门西街、汤家巷，西至外城河，北起尚义桥东街—宝城桥街，南至景德路，占地56.62公顷.   [2019-07-26]. （原始内容存档于2019-07-26）.。街区内尚有三分之一的区域基本完整保持了历史风貌，包括中市河两侧的西中市和阊门内下塘街、吴趋坊、仓桥浜、五峰园弄，以及艺圃、五峰园、泰伯庙、武安会馆、阊门等历史建筑。    